# حسین‌آباد (مهاجران)
حسین‌آباد، روستایی در دهستان خسبیجان بخش مهاجران شهرستان شازند در استان مرکزی ایران است.

## جمعیت
بر پایه سرشماری عمومی نفوس و مسکن در سال ۱۳۹۵، جمعیت این روستا برابر با ۱۰۶ نفر (۳۱ خانوار) بوده است.